# Società entomologica italiana
La Società entomologica italiana, La Sociedad entomológica italiana, es la sociedad de Italia más importante dedicada al estudio de los insectos . La sociedad es famosa por la promoción de la entomología aplicada y muchos de sus antiguos miembros han salvado a millones, de enfermedades mortales como la malaria.
La Sociedad fue fundada el 31 de octubre de 1869 (155 años),  cerca del "Regio Museo di Storia Naturale"  (hoy "Museo zoológico de La Specola") en Florencia. 
El 1 de enero de 1868, 21 miembros de un Comité llamado "Comitato dei Promotori della Società Entomologica Italiana"  firmaron un "manifiesto". Coordinado por Alexander Enrico Haliday  tenía cuatro Asociados Académicos. Emilio Cornalia,  luego director del "Museo civico di Storia naturale di Milán",  autor de obras de entomología aplicada, como:  "La Monografia del bombice del gelso" publicado en 1856; Giovanni Passerini, profesor universitario de Botánica en la Universidad de Parma;  Paolo Savi, director del "Museo zoologico dell'Università di Pisa", y autor de "Ornitologia Toscana" (1827–1831),  que promovió también el primer congreso de científicos italianos:  "Primo Congresso degli Scienziati Italiani" en Pisa en 1839, y autor de artículos sobre cruzas de Samia cynthia,  una alternativa de producción de seda de calidad óptima "shantung";  y  Achille Costa, titular de la primera cátedra de Entomología y director del Museo Zoológico de la Universidad de Nápoles. Adolfo Targioni Tozzetti y Pietro Stefanelli También se enumeran como de los "Comitato".
La fundación de la sociedad fue una parte del Risorgimento.
La "Società Entomologica Italiana" colabora con la Unione Zoologica Italiana,  en mantener un website con listados de la fauna italiana FaunaItalia. 

## Miembros famosos
- Giovanni Battista Grassi
- Camillo Rondani
- Alexander Henry Haliday
- Achille Costa